# Juan Guillermo Thompson
Juan Guillermo Thompson Espiñeira (San Bernardo, 14 ottobre 1938 – 1995) è stato un cestista cileno.

## Carriera
Con il Cile ha disputato i Campionati mondiali del 1959.
Ha giocato per Inba, UC, Palestino, Union Española e Sociedade Esportiva Palmeiras